# 歌曲作者名人堂
歌曲作者名人堂（Songwriters Hall of Fame；SHOF）是1969年成立的一个美国机构，没有固定地址。创始人包括美国作词家约翰尼·默瑟、音乐出版人阿贝·奥尔曼（Abe Olman）和豪伊·里士满（Howie Richmond），旨在表彰歌曲作者并培养英语歌曲创作人才。
阿贝·奥尔曼出版人奖（Abe Olman Publisher Award）、哈尔·大卫星光奖（Hal David Starlight Award）、豪伊·里士满热门歌曲奖（Howie Richmond Hitmaker Award）等奖项由该机构颁发。约翰尼·默瑟奖（Johnny Mercer Award）是其最高荣誉，授予已入选歌曲作者名人堂者。